# ハンドレッドノート
『ハンドレッドノート』は、講談社によるメディアミックスコンテンツ。2023年5月に発表され、YoutubeやTiktokで公開されているアニメーション、漫画といった媒体で物語が展開されている。

## 制作

### プロジェクト始動まで
2022年6月、『DAYS NEO』を立ち上げた鈴木綾一によるクリエイターズラボの下に、「IP開発ラボ」が発足された。本来は週刊漫画雑誌から単行本の刊行を経て、アニメの展開となるのが出版社の王道であるが、「IP開発ラボ」は漫画などの「出版物」を初とせず、「自社で出版権のみでなく版権全体を保有しておこなうIP創造プロジェクト」となっている。本作はそのプロジェクトの第一作目の作品であり、本コンテンツはYouTubeアニメ発となっている。
プロジェクトのスタートメンバーは『Palcy』編集長の助宗佑美、元『FRaU』と『ViViデジタル』の編集長で『Kiss』編集部に所属する岡田幸美、元『マガジンポケット』の編集長で『ヤングマガジン』編集部に所属の橋本脩、文芸第三出版部長の鍛冶祐介の4人で、新規プロジェクトながらも人員は「その前身から全員が30代後半〜40前半の部長・編集長クラスの“本気人材"で構成」されており、全員が兼任で行われていた。兼任では「稼働が限定的」になるものの、本作では「現役の編集チームと作家との関係性がある部長がいること」や「“意思決定ポジション"の人間が新規事業チームにいること」がメリットとなっている。橋本によると本作はミステリーであるため、「文芸局の協力は企画成立のためには不可欠」であった。YouTube向けのコンテンツでも現役のミステリー作家がメインストーリーのプロットに参加することにより、クオリティを高めている。

### 始動
企画の立ち上げからプロジェクトが始動するまで1年強であった。2022年初頭、まず「どんな企画をやりたいか」をチーム全員で話し、本作は満場一致で開始が決定している。「小説読みで、入社時の志望も小説部署」の橋本脩は、「名探偵」を好み、「ミステリー・サスペンスジャンルの作品を多く担当していたこともあって、これなら面白いことができるんじゃないか」と考え、提案したという。橋本のほか、岡田幸美も「名探偵」をテーマとして挙げていた。橋本はミステリーに可能性を感じており、「物語の面白さ」と「キャラクターの魅力」と「近年の傾向」を取り入れることによって、「新しいものが作れる」のではないかと考えた。それには「コンスタントに映像を出していき、日常回も含めていろんな入口があって、作品を複層的にユーザーさんが好きに深堀りできる要素が必要」であるため、「YouTubeで定期的に動画を更新していけるパートナー」を探したところ、岡田の『ViVi』時代の知り合いにベストだと紹介されたのがPlottであった。同年春には、「名探偵」の企画が採用となった。
2023年5月1日、「女性向け名探偵コンテンツ」としてプロジェクトが始動される。同日にティザー映像とキャラクターのビジュアルを公開。作中には5つの「ハウス」が存在し、そのビジュアルはそれぞれ秋赤音が「ホークアイズ」、スオウが「スワロウテイル」、TCBが「アグリーダック」、真木蛍五が「ナイトアウル」、神慶が「クラウンクレイン」を担当している。翌5月2日から公式Twitterにてキャラクターのキャストを発表。まずYouTubeチャンネルを開設し、YouTubeアニメをPlottと展開。Tiktokでの展開やショート動画の配信も行われた。
2023年6月時点では橋本と岡田がプロデューサーとなり、「ダブルヘッドの体制」となっている。

### メディアミックス展開
2023年6月10日に「スワロウテイル」、8月4日に「ホークアイズ」の第1話のコミカライズが『マガジンポケット』にて掲載。8月14日に投票企画「NEXTハウスオーディション」として、「アグリーダック」「クラウンクレイン」「ナイトアウル」の第1話のネームが『マガジンポケット』にて掲載された。
2023年12月19日より、プロジェクト初のコミカライズ連載『ハンドレッドノート－高校生探偵 天命大地－』が『マガジンポケット』にて連載される。
2024年1月には「ウズ」のアプリにて、『ハンドレッドノート 消えた■■の在処』のタイトルでマーダーミステリー化されている。2024年2月時点で、YouTubeの総再生数が4億を突破。2024年4月、舞台化が発表され、東京都の品川プリンスホテル クラブeXにて上演されることを発表。
2024年5月31日より、コミカライズ連載第2弾『ハンドレッドノート―ナイトアウル―』が『コミックDAYS』にて連載される。
2025年2月16日より、コミカライズ連載第3弾『ハンドレッドノート─ホークアイズ─』が、『コミックDAYS』にて連載される。

## 設定
20XX年、警察は近未来の都市：TOKYO CITY（東京）の人口急増に伴う犯罪の急増に対処できず、治安が急激に悪化。TOKYO CITYは"犯罪都市"と呼ばれるようになっていた。その問題を解決するため、100人の「名探偵」を集めた統一名探偵組織「ネスト」が結成される。ネストに集められた一癖も二癖もある名探偵たちを二人の「記録者（レコーダー）」が支え、TOKYO CITYで巻き起こる多くの事件を解決していく。

## 登場人物

### ホークアイズ
司波 仁（しば じん）
声 - 古川慎
名探偵。能力は「観察」。本人も言語化できない｢周囲の様々な情報｣を総合して瞬時に推測を立てる｢洞察力｣がその異能の正体である。いつしか司波仁は、畏怖と尊敬を込めて｢千里眼｣とあだ名された。18歳。誕生日は1月30日で、水瓶座。好物はナポリタン。血液型はО型。趣味は天体観測。愛読書は『異邦の騎士』。得意なことは格闘技、ダンス(ブレイクダンス)。好きなものはバスケットボール。好きな言葉は、「大切なものは、目に見えない」。苦手なものはうるさい女、ミニトマト。飄々とした性格。役を演じる古川によると、「基本的にはクールで無表情な人間」であるが、優しさがあり、仲間思いな一面もあり、「そのギャップが魅力的」である。古川は司波の「推理の仕方は非常にシャーロックホームズに近しい部分」があり、「鋭い洞察力」がかっこよいキャラクターであると話している。
枯柳 杖道（かれやなぎ じょうどう）
声 - 笠間淳
記録者。30歳。誕生日は10月19日で、天秤座。好物はドーナツ。血液型はAB型。趣味は読書、ドーナツの食べ歩き。得意なことは格闘技、書道。好きなものは猫と遊ぶこと。好きな言葉は｢人生は短い。この本を読めばあの本は読めない。｣。苦手なものはフランス文学、仁の祖母。書道家だったが、司波仁にネスト入所を進めたせいで自らも記録者として入所することになった。極端なショートスリーパーで、決して人前で寝ない。寡黙ではないが、自分の話はしない。潔癖症に近い綺麗好きで、身の回りには異常なほど物が少ない。部屋にはベッドとクローゼットと、古びた文机だけが置いてある。
物怪 瑠衣（もののけ るい）
声 - 梅田修一朗
記録者。17歳で、1月24日。熱血漢で正義感の強い性格。
仁に闘争心を抱いている。
ネストに入所する際、本人は名探偵希望だったらしい。

### スワロウテイル
恵美 まどか（えみ まどか）
声 - 西山宏太朗
名探偵。能力は「記憶」。一度見たものは無意識に見たものでもすべて記憶する。ズームや逆再生、早送りなども可能。ただ長時間記憶に戻ると危険。寝ることを好む怠け者。元覆面画家で、現役時に描いた数少ない絵は今も高値で取引されている。役を演じる西山によると、怠け者で「ゆる〜っとした子」であるが、事件の推理では「目の色がカッと変わって、鋭い眼差しで立ち向かっていく」ため、そのギャップが魅力なキャラクターである。
踏分 誠一（ふみわけ せいいち）
声 - 安田陸矢
記録者。恵美まどかの幼なじみ。元フローリスト。手先が器用で、お人好し。健三とは犬猿の仲。
神柴 健三（かみしば けんぞう）
声 - 大野智敬
記録者。オリーブダブというハウスで記録者を経験後、解散を経て、スワロウテイルに加入。加入理由は、まどかの美貌に一目惚れして(ということになっている)。まどか至上主義者だが、誠一には嫌悪・毒舌。

### アグリーダック
天命 大地（てんめい だいち）
声 - 岡本信彦
名探偵。能力は「捜査」。捜査の天才で特別な能力こそないものの、名探偵としての素質は「ひたむきさ」と断言できる。ネストの創始者で伝説の名探偵・天命ハジメの息子。明朗かつ直向きで努力家、人当たりも良く顔が広い。ホークアイズの名探偵である司波仁とは元親友だったが、今は絶縁している。
霧 縦人（きり たてひと）
声 - 山下大輝
記録者。天命大地と司波仁の高校時代の同級生。無類の女好きだが、パートナーがいる相手と学生には手を出さない。
塔 翠（とう みどり）
声 - 島﨑信長
記録者。元は天命ハジメの記録者であったが、ハジメが死亡したことにより退所し、バーテンダーを経て、再入所している。冷静沈着な性格だが、犯罪者にだけは苛烈な言動に及ぶこともある。中性的な外見が特徴。

### ナイトアウル
皇 千ト（すめらぎ せんと）
声 - 堀江瞬
名探偵。能力は「読心」。文字通り相手の心を読むことができるが、能力の反動は大きい。ネストに入所する前は養護施設のボランティアに参加していた。気が弱く泣き虫で寂しがり屋。星喰兄弟に依存している。
星喰 右手（ほしばみ めて）
声 ‐ 大塚剛央
記録者。左手の双子の兄。ジグソーパズルが趣味。真面目な性格だが、倫理観や正義感とは縁がない。ネスト入所以前は裏社会の情報屋をしており、今でも裏社会に顔が利く。人間離れした握力の持ち主で林檎程度なら軽く握り潰すことができる。
ナイトアウルが解決した事件の犯人が一割以上のケースで犯人が死亡、行方不明になる。そのことには右手が絡んでいるらしい。
星喰 左手（ほしばみ ゆんで）
声 ‐ 田丸篤志
記録者。右手の双子の弟。マイペースで気分屋。千トを弄ることが趣味。専門的に学んだことはないが、プログラミングに天性の才がある。好きな作品は『ドラえもん』。特に好きな回は『どくさいスイッチ』で、欲しい道具は『石ころぼうし』。かつて千トを傷つけた犯人を殺そうとしたことがあり、ネストからは"首輪"をつけられている。

### クラウンクレイン
花散 光士郎（はなちらし こうしろう）
声 - 戸谷菊之介
名探偵。能力は「知識」。代々続く名家の御曹司。王様気質で自己肯定感が強すぎるがゆえに、嫉妬心のようなネガティブな感情をほとんど持たない。本人に自覚はないが実は極めて寂しがり屋。
紫陽花 権兵衛（あじさい　ごんべえ）
声 - 梅原裕一郎
記録者。祖父の代から花散家の使用人で、幼少期より同じ家で暮らしている。世界有数のハッキング能力を持つ。王様気質の光士郎に翻弄されることが多く、出奔を決意したことは一度や二度ではない。
八重桜 純（やえざくら　じゅん）
声 - 伊東健人
記録者。入所前は、経済的には働く必要は全くないのだが、趣味の延長でテーマパークのキャストをやっていた。人を致命的なほど油断させ、自分の望む方向に誘導する天稟を持つ、天性の詐欺師。

### スネイクピット
御蛇元 雷夏（みやもと らいか）
声 - 田邊幸輔
怪盗。「気配を完全に消す」体質を持つ。名探偵並みの推理力を持ち、喧嘩も強い。普段は高校生。
捉え所がない性格。妹が1人いる。
苦瀬 結人（くるせ ゆいと）
声 - 永塚拓馬
共犯者。雷夏と同じ学校に通う高校生。
普段は気弱で暗い性格だが、ネストのことになると異様な積極性を見せる。恵吾曰く「ストーカー」。
鎧衣塚 恵吾（よろいづか けいご）
声 - 坂泰斗
共犯者。雷夏とは、腐れ縁。
生真面目な性格。名家の出身だが、社会に対して強い反発心を秘めている。用心棒に鍛えられているため、喧嘩は強い。

### ネスト本部
ミス
声 - 柴田芽衣
ネスト本部に住み着いている雄猫。
知的で優しく、傷ついている人間を見ると慰めずにはいられない。人懐っこく、誰にでも愛想が良い。
テリーに想いを寄せているが、相手にされない。
テリー
声 - 首藤志奈
ネスト本部に住み着いている雌猫。
プライドが高く、誰に対しても媚びることはない。ただ、懐く相手は決まっている模様。
ミスからのアプローチには素っ気ないが、彼が他の人と仲良くしていると嫉妬することも。
Mr.サカキ
声 -  杉田智和
ネストの事務総長にしてネスト創設者の一人。本名不明。能力は「書類仕事」。
伝説の名探偵・天命ハジメの記録者。
探偵や記録者達からは尊敬されているが、かつての記録者仲間・塔翠とは不仲。また、ミスとテリーには舐められている模様。

## 漫画
2023年6月10日にスワロウテイル 第1話『悪女は落下しない』、2023年8月4日にホークアイズ 第1話『屍はよみがえる』のコミカライズが『マガジンポケット』（講談社）にて掲載された。『悪女は落下しない』は漫画を内海八重、プロット制作を望月拓海が担当。『屍はよみがえる』は漫画を安田剛士、プロット制作を柾木政宗、構成を内海八重が担当している。
2023年8月14日にNEXTハウスオーディションとしてアグリーダック 第1話『大蛇の形』、クラウンクレイン 第1話『幻の老女』、ナイトアウル 第1話『猫は手がかりになる』のネームが『マガジンポケット』に掲載された。すべてネーム構成は内海八重が担当。プロット制作は『大蛇の形』は円居挽、『猫は手がかりになる』は柾木政宗が担当している。次の展開が見たいハウスへの投票が行われ、ナイトアウルが1位になり連載化が決定した。
プロジェクト初のコミカライズ連載『ハンドレッドノート－高校生探偵 天命大地－』が、『マガジンポケット』にて2023年12月19日から連載されている。漫画を雪一が、事件プロット制作を円居挽が担当している。名探偵の子・天命大地と洞察力と推理力がある司波仁とともに、事件の謎に挑むストーリー。担当編集者が雪一に声をかけたところ、「企画の面白さと魅力的なキャラに惹かれ」たため、本作を描くこととなっている。
前述のNEXTハウスオーディションの結果を受け『ハンドレッドノート―ナイトアウル―』の連載が『コミックDAYS』にて2024年5月31日より開始された。漫画は宝依図が担当している。同サイトにて、2025年2月16日から『ハンドレッドノート―ホークアイズ―』が連載されている。漫画はIshikoが担当。『別冊フレンド』でも2025年9月号より連載を開始。

### 書誌情報
- 雪一『ハンドレッドノート－高校生探偵 天命大地－』講談社〈KCデラックス〉、全3巻
  1. 2024年4月9日発売[30][35]、ISBN 978-4-06-534915-1
  2. 2024年7月9日発売[36]、ISBN 978-4-06-535793-4
  3. 2024年10月8日発売[37]、ISBN 978-4-06-536767-4

- 宝依図『ハンドレッドノート―ナイトアウル―』講談社〈ヤンマガKCスペシャル〉、既刊4巻（2025年6月19日現在）
  1. 2024年9月19日発売[38]、ISBN 978-4-06-536526-7
  2. 2024年12月19日発売[39]、ISBN 978-4-06-538000-0
  3. 2025年3月18日発売[40]、ISBN 978-4-06-538938-6
  4. 2025年6月19日発売[41]、ISBN 978-4-06-539959-0

- Ishiko『ハンドレッドノート―ホークアイズ―』講談社〈KCデラックス〉、既刊1巻（2025年7月11日現在）
  1. 2025年7月11日発売[42]、ISBN 978-4-06-540062-3

## 小説
2024年9月11日に初の公式小説『ハンドレッドノート－名探偵 恵美まどかの事件簿－』が講談社から発売された。風森章羽が担当している。
主人公は恵美まどか。

### 書誌情報
- 風森章羽『ハンドレッドノート－名探偵 恵美まどかの事件簿－』講談社、全1巻
  - 2024年9月11日発売[44]、ISBN 978-4-06-536835-0

## ゲーム
2024年1月20日、「ウズ」のアプリ内にてマーダーミステリーの『ハンドレッドノート 消えた■■の在処』を配信開始。シナリオはポン酢、作画は秋月壱葉と安住奏が担当。ホークアイズの司波仁、枯柳杖道、物怪瑠衣の3人が登場するストーリー。

## 舞台
舞台『ハンドレッドノート～暗闇に消えた月～』として2024年10月3日から13日に品川プリンスホテル クラブeXにて上演。演出は福澤侑、プロデューサーは荒牧慶彦、脚本は亀田真二郎。福澤が演出を務めるのは、本作が初となる。キャストのオーディションは一般公募で行っている。

### キャスト
ホークアイズ
- 司波仁 - 持田悠生[46]
- 物怪瑠衣 - ⻄山蓮都[46]
- 枯柳杖道 - 小坂涼太郎[46]

パロットビーク（舞台オリジナルハウス）
- 天幻次彩 - 砂川脩弥[46]
- 麗蘭百華 - 湊丈瑠[46]
- 清月舞蕾 - 井尻翼馬[46]

事件関係者
- 加賀美岳大 - 皇希[47]
- 鮫島二千翔 - 吉栁⻯樹[46]
- 矢吹慶介 - 平井浩基[46]
- 京極日向 - 源秀流[46]
- 月城咲人 - 福澤侑[46]
- 日替わりゲスト
  - 荒牧慶彦（10月3日）[46]
  - 田中涼星（10月4日）[46]
  - 植田圭輔（10月5日）[46]
  - 早乙女友貴（10月6日）[46]
  - spi（10月8日）[46]
  - 立花裕大（10月9日）[46]
  - 高橋駿一（10月10日）[46]
  - 後藤大（10月11日）[46]
  - 里中将道（10月12日）[46]
  - 阿部顕嵐（10月13日）[46]

## コラボレート
2023年7月24日から8月2日にかけて、本作のホークアイズとスワロウテイルとスネイクピットの3つのYouTubeチャンネルが『混血のカレコレ』とコラボレートした動画を配信。同年9月29日と30日に、前述の3つのYouTubeチャンネルが『テイコウペンギン』とコラボレートを果たす。